# Blidinjské jezero
Blidijské jezero (bosensky Блидињско језеро) se nachází v přírodním parku Blidinje v jihozápadní části Bosny a Hercegoviny, nedaleko pohoří Vran planina, v odlehlém regionu, v nadmořské výšce 1179 m n. m. Je to jezero ledovcového původu.
Jezero je v nejdelší části 3,5 km dlouhé, na šířku má 2 km. Je velmi mělké (v nejhlubším bodě má pouhých 4,5 m). Jeho břehy jsou nestálé a v jejich blízkosti se nenacházejí větší sídla, stojí zde pouze jeden katolický kostel a jedna archeologická lokalita. Vzhledem k své nadmořské výšce jezero v zimě zamrzá.